# دانيال دوبنز
دانيال دوبنز (بالإنجليزية: Daniel Dobbins)‏ هو ضابط أمريكي، ولد في 5 يناير 1776 في مقاطعة ميفلين في الولايات المتحدة، وتوفي في 29 فبراير 1856 في إيري في الولايات المتحدة.